# Buttivaripalli, Bagepalli
Buttivaripalli là một làng thuộc tehsil Bagepalli, huyện Kolar, bang Karnataka, Ấn Độ.